# アリス・ブラディ
アリス・ブラディ（Alice Brady, 1892年11月2日 - 1939年10月28日）はアメリカ合衆国の女優。
1871年に起きたシカゴ大火を題材にした映画『シカゴ』（1937年）で第10回アカデミー賞の助演女優賞を受賞。その授賞式を足首の怪我のために欠席したところ、彼女の代理人と名乗る男が壇上に現れてオスカー像（ただし、当時は助演女優賞には、オスカー像ではなくオスカー盾を渡していた）を受け取り、そのまま持ち去る事件が起きた。アカデミー協会は代わりを用意し、後日、彼女に直接渡したが、犯人もオスカー盾も行方不明のままであるという話が長年流布されていたが、2016年の調査によると、受賞作シカゴの監督のヘンリー・キングが壇上でオスカー盾を受け取り、その日の夜に彼女の友人を通し自宅に届けられていたことが判明している。これは独身の彼女は受賞の2年後にガンで死去しており、誤報の訂正ができなかったためと思われる。

## 来歴
1892年にニューヨーク市で生まれ、1896年に母ローズ・マリー・ルネを亡くす。父ウィリアム・A・ブラディが有名な演劇プロデューサーだったことから幼いころから芝居に興味を持つようになる。14歳で舞台に立つようになり、1911年にブロードウェイデビュー。1913年に父親が映画会社を作り映画産業に参入すると、彼女も映画の仕事を始めるようになる。1914年に『As Ye Sow』で映画デビュー。その後10年近くの間に50本を超えるサイレント映画に出演。
1919年に俳優ジェームズ・クレインと結婚。後に息子1人ドナルドをもうけるが、1922年に離婚。クレインとは『彼の婚礼の夜』（1919年）、『罪の人々』（1920年）、『A Dark Lantern』（1920年）の3作品で共演。1923年に映画の仕事を辞め、活動の中心を舞台に移す。
1933年にハリウッドに移り、『When Ladies Meet』で初のトーキーに出演するとともに映画に復帰。その後は映画を中心に活動する。
1936年の映画『襤褸と宝石』で第9回アカデミー賞の助演女優賞にノミネート。
1937年の映画『シカゴ』で第10回アカデミー賞の助演女優賞を受賞。
1939年に癌で死去。

## 主な出演作品
- As Ye Sow (1914)
- 放浪生活 La vie de Bohème (1916)
- 白耳義の娘 A Maid of Belgium (1917)
- 戦く悪魔 The Knife (1918)
- 彼の婚礼の夜 His Bridal Night (1919)
- 恐怖市場 The Fear Market (1920)
- 罪の人々 Sinners (1920)
- A Dark Lantern (1920)
- アンナの昇天 Anna Ascends (1922)
- 豹の叫び The Leopardess (1923)
- 雪の花嫁 The Snow Bride (1923)
- When Ladies Meet (1933)
- 紐育・ハリウッド Broadway to Hollywood (1933)
- 第三の恋 Beauty for Sale (1933)
- 踊り子の母 Stage Mother (1933)
- 恋も樹から落ちる Should Ladies Behave (1933)
- 坊やが盗まれた Miss Fane's Baby Is Stolen (1934)
- コンチネンタル The Gay Divorcee (1934)
- ゴールド・ディガース36年 Gold Diggers of 1935 (1935)
- ギャング撲滅 Let 'Em Have It (1935)
- メトロポリタン Metropolitan (1935)
- 襤褸と宝石 My Man Godfrey (1936)
- 浮気名女優 Go West, Young Man (1936)
- お山の大将 Mind your own business (1936)
- 天使の花園 Three Smart Girls (1936)
- シカゴ In Old Chicago (1937)
- ドッド君乗出す Mr. Dodd Takes the Air  (1937)
- オーケストラの少女 One Hundred Men and a Girl (1937)
- 生活の悦び Joy of Living (1938)
- 若き日のリンカン Young Mr. Lincoln (1939)

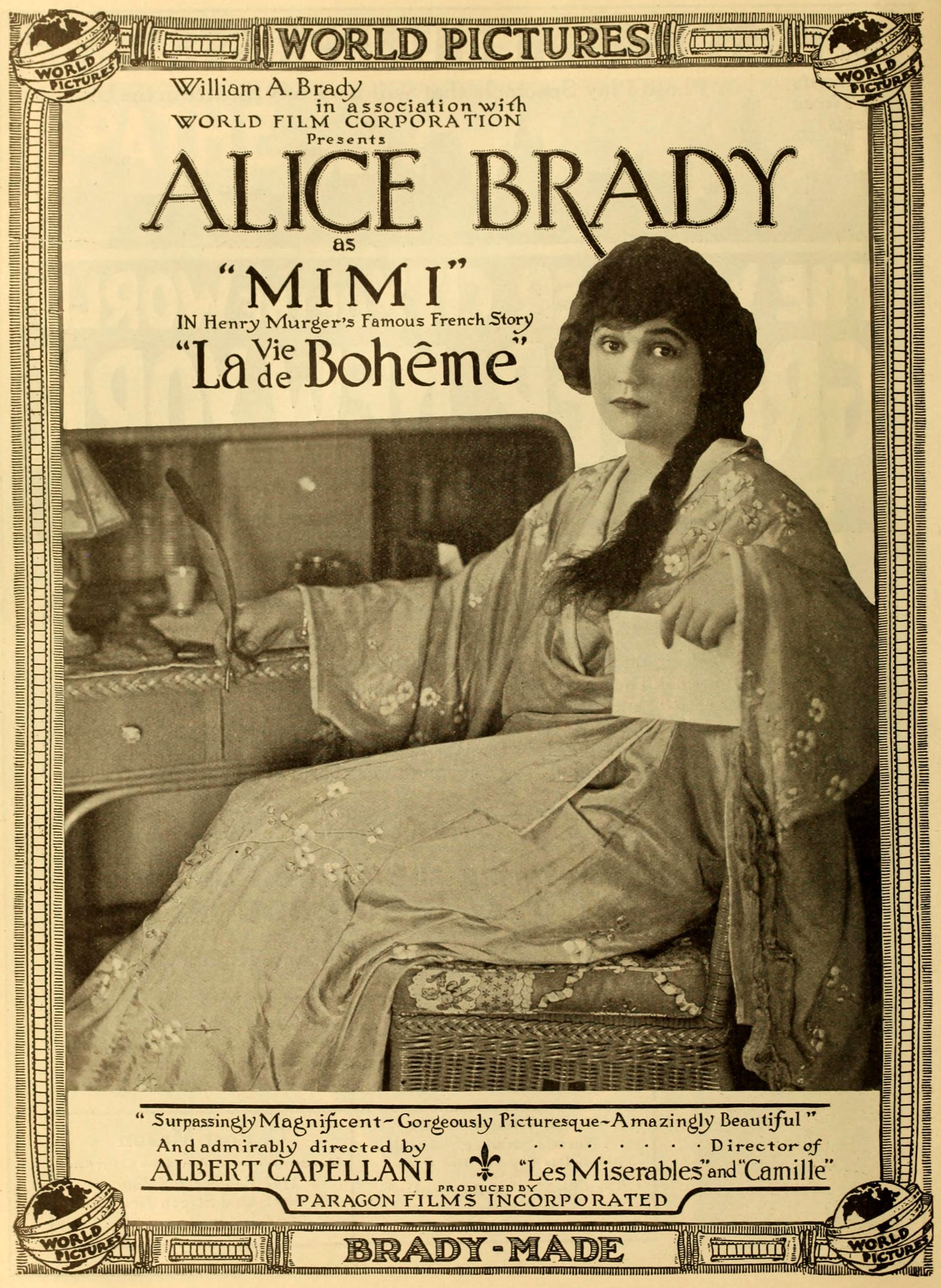
La Vie de Bohême, 1916
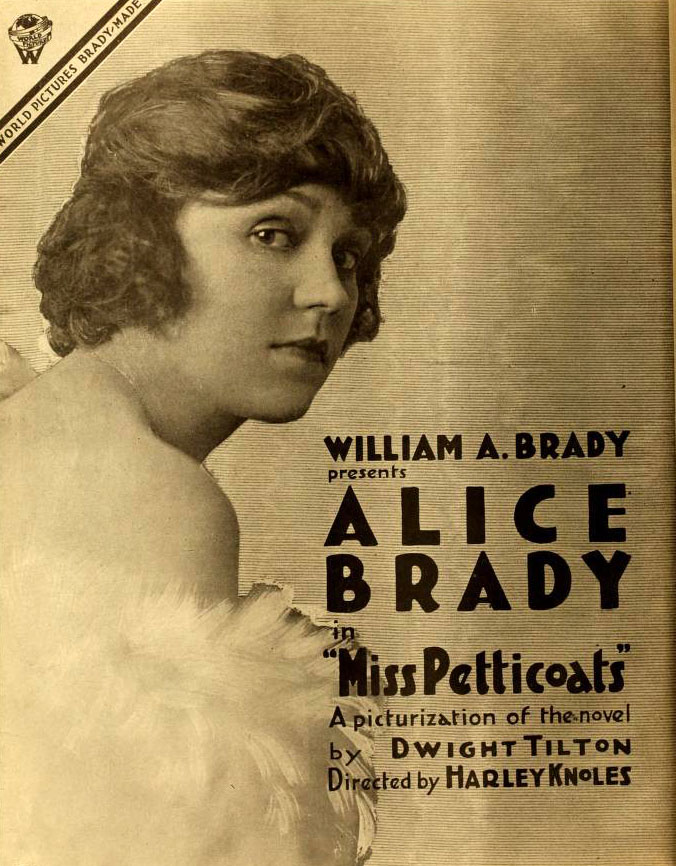
Miss Petticoats, 1916
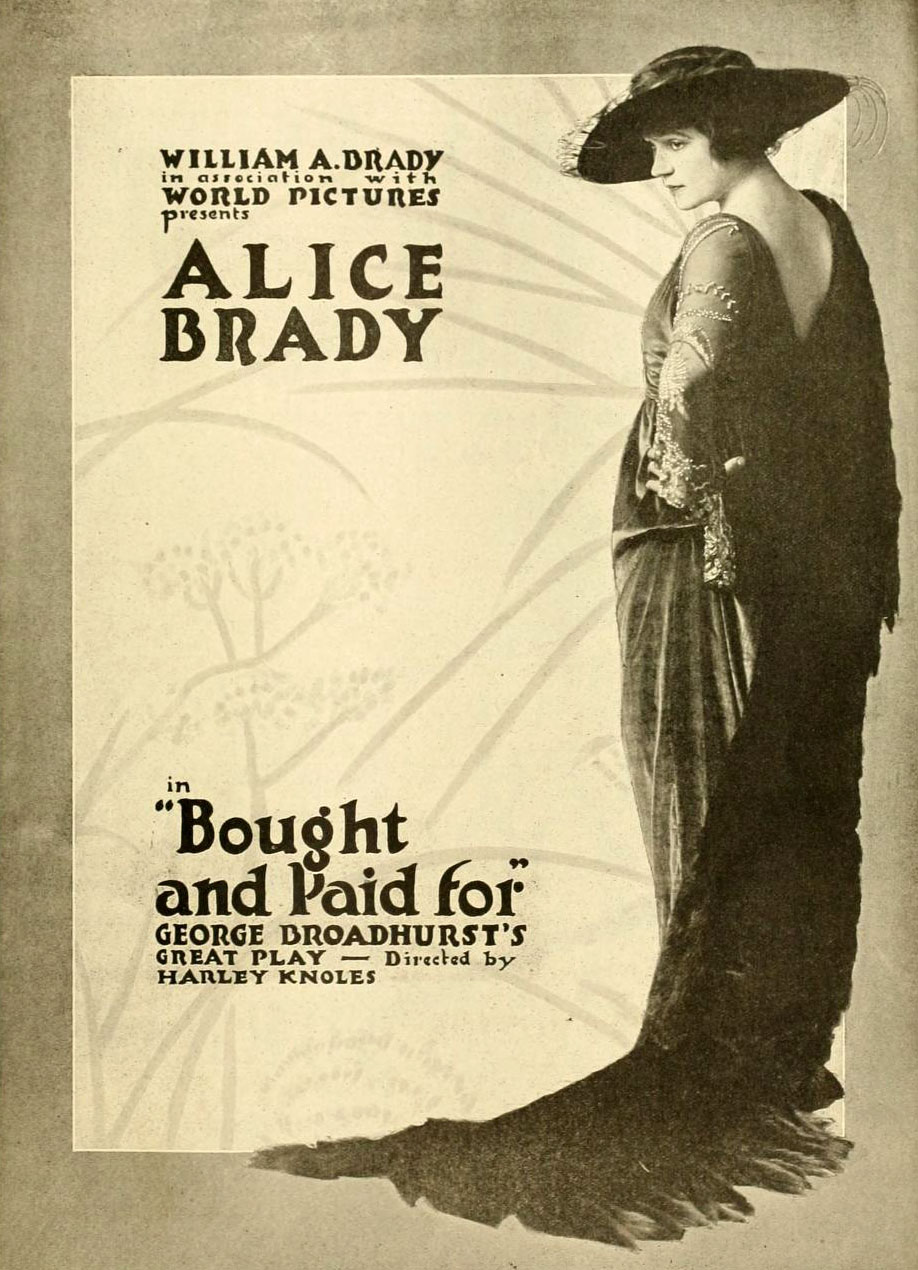
Bought and Paid For, 1916
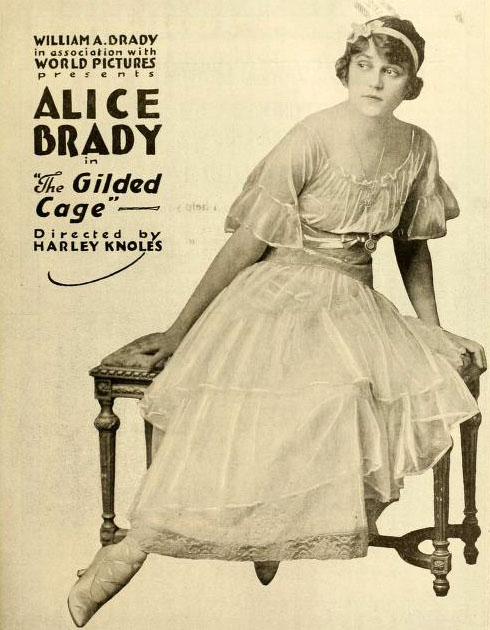
The Gilded Cage, 1916
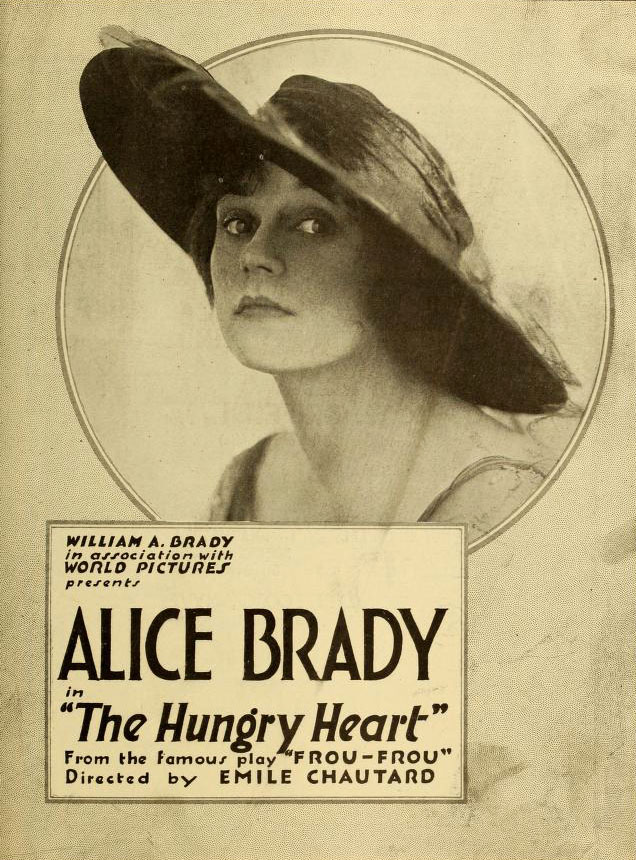
The Hungry Heart, 1917
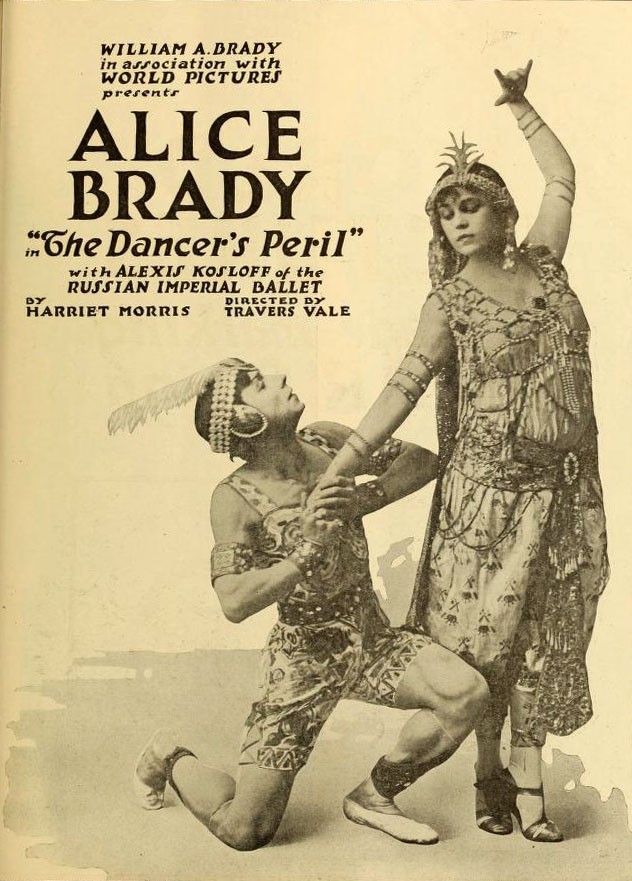
The Dancer's Peril, 1917
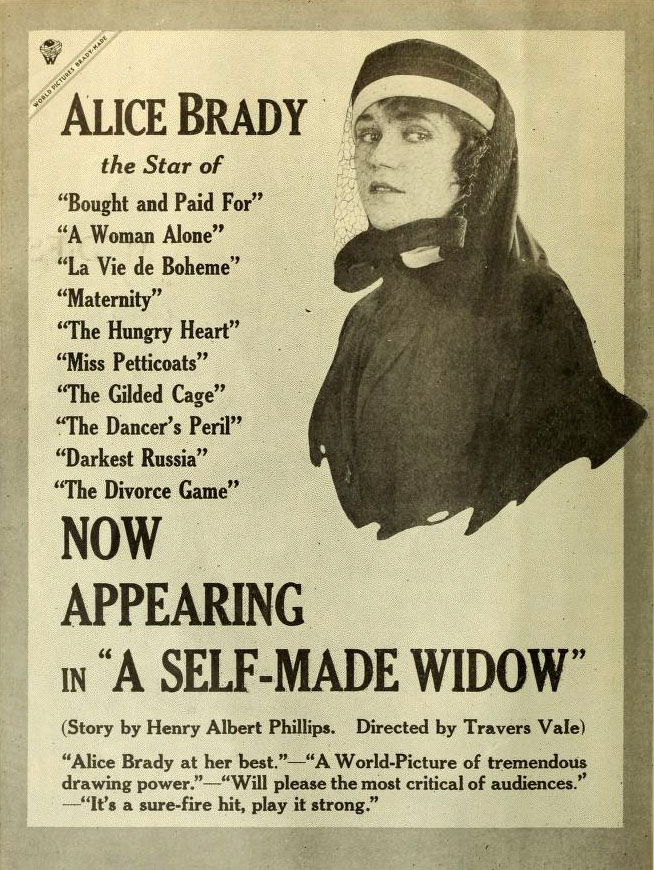
A Self-Made Widow, 1917
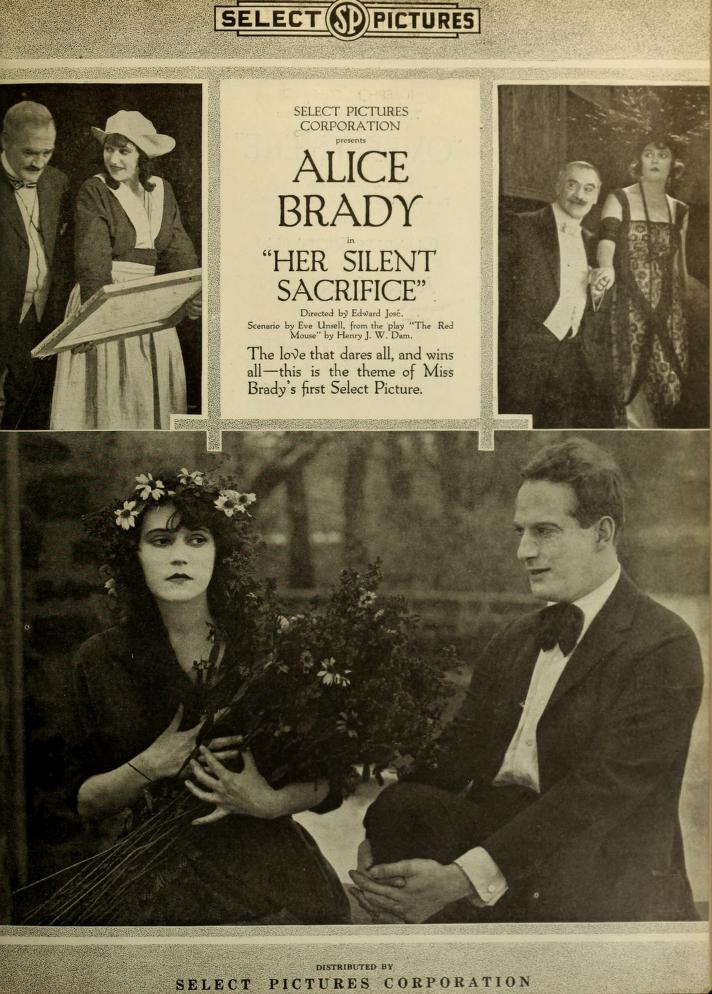
Her Silent Sacrifice, 1917
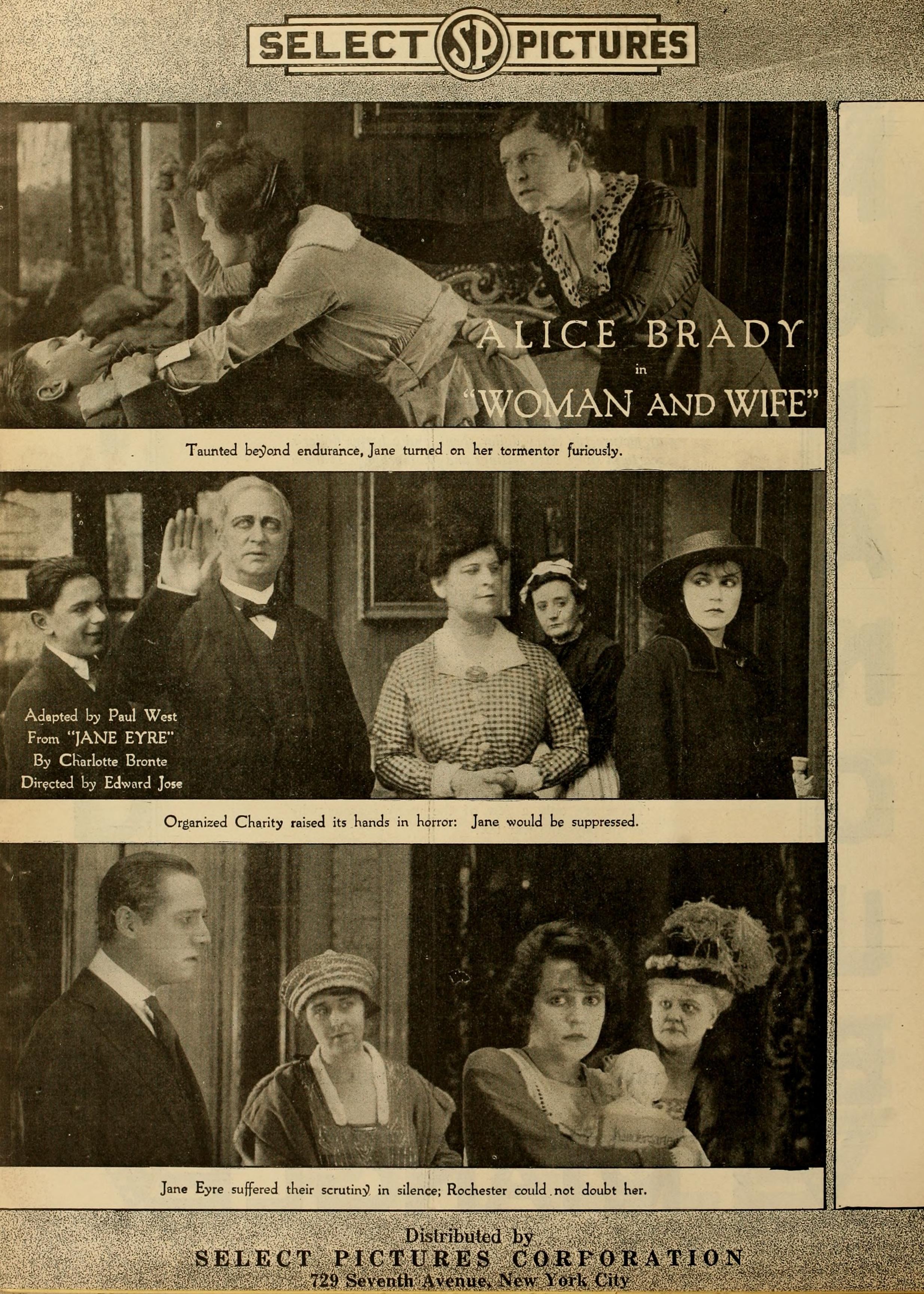
Woman and Wife, 1918
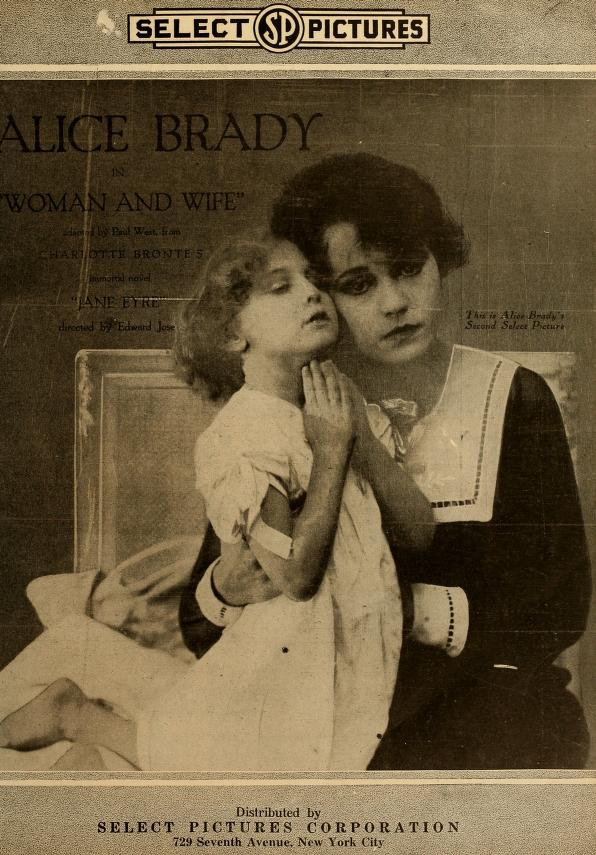
Woman and Wife, 1918
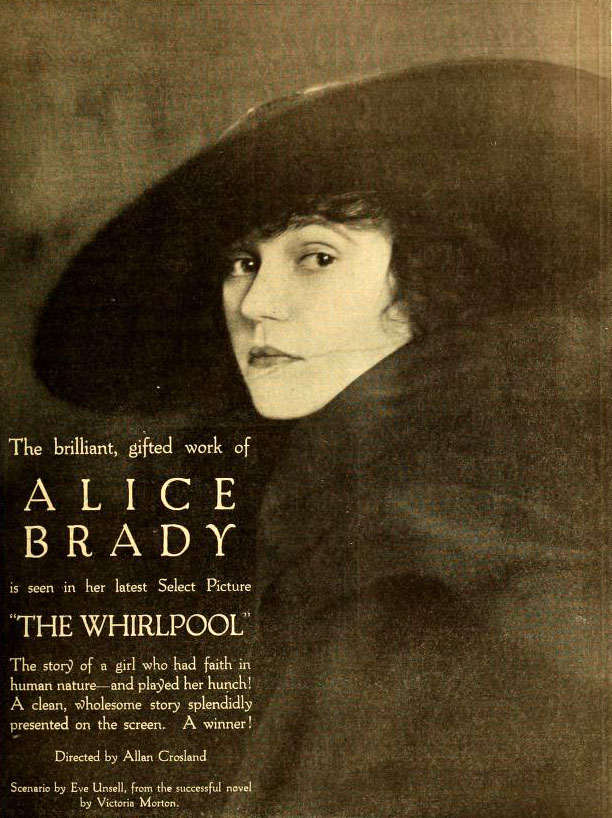
The Whirlpool, 1919
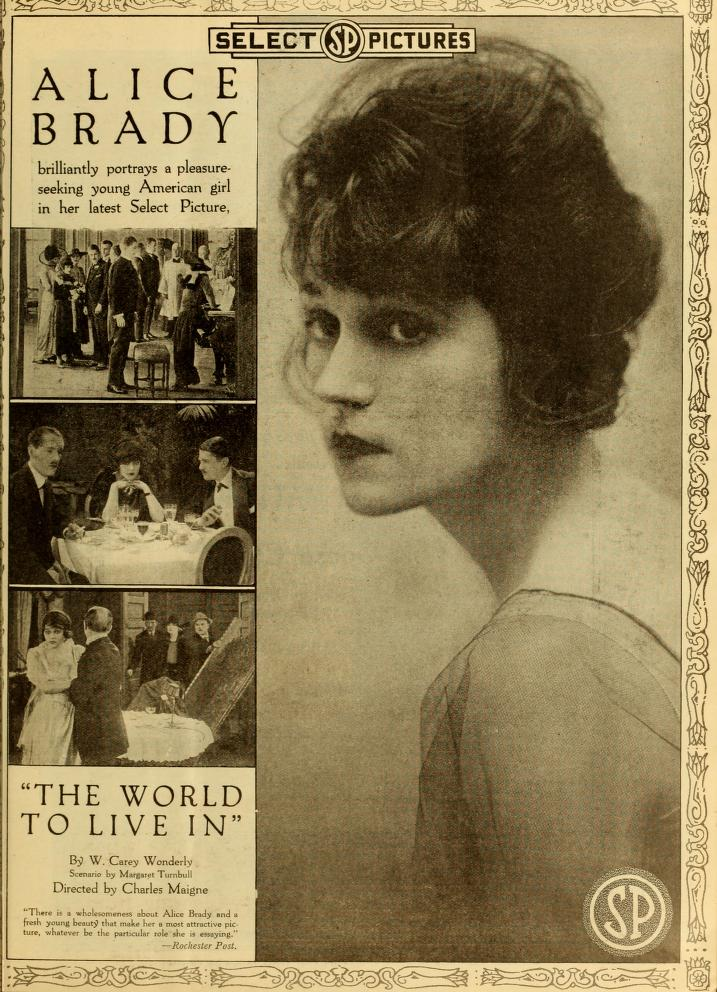
The World To Live In, 1919